# ルイジ・ジョルジ
ルイジ・ジョルジ（Luigi Giorgi, 1987年4月19日 - ）は、イタリア・マルケ州アスコリ・ピチェーノ出身のサッカー選手。ポジションはミッドフィールダー。

## 経歴
地元アスコリ・カルチョの下部組織出身。ノヴァーラ・カルチョを経て、2012年冬にレンタルで加入したACシエーナでセリエAデビューを果たした。翌シーズンもUSチッタ・ディ・パレルモ、アタランタBCとセリエAのクラブにレンタルされ、2013年7月にアタランタへ完全移籍した。2014年6月、セリエAへの昇格が決定し補強を進めるACチェゼーナに期限付き移籍で加入した。2015年9月10日、アスコリにシーズンローンの形で復帰した。
2017年8月31日、セリエBのスペツィア・カルチョと2年契約を締結した。

## タイトル
フォリーニョ
- セリエC2 : 2006-07

マントヴァ
- セリエD : 2019-20